# Kálnási Árpád
Kálnási Árpád (Tiszakóród, 1943. június 28. –) magyar nyelvész, kandidátus, nyugalmazott egyetemi docens.

## Életrajza
Kálnási Árpád 1943. június 28.-án született a Szatmár megyei Tiszakóródon. 1967-ben végzett magyar–történelem szakon, majd ezt követően 9 évig különböző középiskolákban tanított. 1972-től külső előadója lett az akkori Kossuth Lajos Tudományegyetem Magyar Nyelvtudományi Tanszékének, 1976-ban pedig tanársegédnek nevezték ki. 1980-tól adjunktus.
1991-től a Nyelvtudomány kandidátusa.

## Munkássága
Tudományos munkásságának fő területe a névtan, helynévgyűjtés és a nyelvjáráskutatás. Egyetemi doktori disszertációját is névtanból írta A Tisza-Túr közének földrajzi nevei címmel. Összegyűjtötte és kiadta a fehérgyarmati járás falvainak földrajzi neveit. 1989-ben jelent meg következő; A mátészalkai járás földrajzi nevei című kötete. Jakab Lászlóval közösen kiadták A nyírbátori járás földrajzi nevei című kötetet is. Ezenkívül különböző szakfolyóiratokban több névtani, nyelvjárási cikke is jelent. Tudományos tevékenységének középpontjában a népnyelv kutatása állt.
Nyelvjárási kutatómunkájában legfőképpen Debrecen nyelvének bemutatására vállalkozott. Széles körű kutatómunkájának eredménye a 2005-ben kiadott Debreceni cívis szótár. Ez a munka döntően élőnyelvi gyűjtések anyagát tartalmazza, egy olyan korosztály nyelvi anyagát bemutatva, amely még a huszadik század elejének nyelvi állapotát őrizte. E munkája nyelvi értékei mellett jelentős történeti-művelődéstörténeti anyagot is tartalmaz a jelen és a jövő kutatásai számára. Szótári gyűjtés közben olyan szövegfelvételeket készített, amelyekből önálló könyvet jelentetett meg Cívis beszélgetések Debrecenből címen.
Nyelvészeti munkásságának fontos vonulata kapcsolódik Debrecenhez, munkáival ennek a nyelvi múltnak olyan részét örökítette meg, amely nélküle nyomtalanul tűnhetett volna el a múlt homályában.

### Könyvei
- A Fehérgyarmati járás földrajzi nevei. Debrecen, 1984.
- A Nyírbátori járás földrajzi nevei. Nyírbátor, 1987. - Jakab Lászlóval közösen
- A Mátészalkai járás földrajzi nevei. Debrecen, 1989.
- A Csengeri járás földrajzi nevei. Debrecen, 1993. - Sebestyén Árpáddal közössen
- Népi beszélgetések Szatmárból. (A Debreceni Kossuth Lajos Tudományegyetem Magyar Nyelvtudományi Intézetének Kiadványai 63. sz.) Debrecen, 1995.
- Szatmári helynévtípusok és történeti rétegződésük. (A Debreceni Kossuth Lajos Tudományegyetem Magyar Nyelvtudományi Intézetének Kiadványai 67. sz.) Debrecen, 1996.
- Fejezetek a Csűry-iskola történetéből; KLTE Magyar Nyelvtudományi Intézet, Debrecen 1998 (A debreceni Kossuth Lajos Tudományegyetem Magyar Nyelvtudományi Intézetének kiadványai, 72.)
- Cívis beszélgetések Debrecenből; KLTE Magyar Nyelvtudományi Intézet, Debrecen, 1999 (A debreceni Kossuth Lajos Tudományegyetem Magyar Nyelvtudományi Intézetének kiadványai)
- Debreceni cívis szótár; Debrecen Egyetem Magyar Nyelvtudományi Intézet, Debrecen, 2005 (A Debreceni Egyetem Magyar Nyelvtudományi Intézetének kiadványai)
- Debreceni cívis szólások és közmondások; TKK, Debrecen, 2009

### Tanulmányok
- A Fehérgyarmati járás földrajzi neveinek összegyűjtéséről. MNyj. XXII. 1979. 133–139.
- A helynévgyűjtés módszeréről a Fehérgyarmati járás földrajzi neveinek összegyűjtése kapcsán NÉ. 3. 1980. 75–84.
- A földrajzi nevek rendszerezésének kérdéséhez. MNyj. XXIII. 1980. 23–34.
- Földrajzinév-gyűjtés a Fehérgyarmati járásban. SzabSzle. XVII. 2. 1982. 62–67.
- Csűry Bálint és a tulajdonnévkutatás. In: Hagyományápolás és megújulás. Debrecen 1982. 55–61.
- Mezőpeterd földrajzi nevei. In: Bihari Múzeum Évkönyve. 3. Berettyóújfalu 1982
- Keresztnévadás Kubában. MNyj. XXV. 1983. 107-114.
- Volkstümliche und offizielle Benennungen von Gewässern. XV. Internationaler Kongress für Namenkunde.Leipzig 1984. Mikrofilm.
- A közösségi és a hivatalos névadás néhány jellemző vonásának összevetése a víznevekben. MNyj. XXVI-XXVII. 1984-5. 97-102.
- A szatmári táj múltja és jelene helynevei tükrében. SzabSzle. XX. 2. 1985. 67-75.
- A Tisza-Túr köze vízneveinek névtani rendszere. In: A magyar nyelv rétegződése. Bp. 1988. 514-522.
- Jelenkori helynévadásunk néhány jellemző vonásáról. Folia Uralica Debreceniensia. 1. 1989. 33-37.
- A Fehérgyarmati járás földrajzi nevei című kötet művelődéstörténeti vonatkozásai. In: Névtudomány és művelődéstörténet. Zalaegerszeg 1989. 123-126. MNyTK. 183. sz.
- Néhány szóföldrajzi térképlap Szatmárból. Benkő Loránd emlékkönyv. Bp. 1991. 321-326.
- Vámospércs földrajzi nevei. Vámospércs története. Vámospércs 1994-5. 261-291
- A Csengeri járás földrajzi nevei című kötet művelődéstörténeti tanulságai. NÉ. 1995. 16. sz. 12-19
- Rendszerváltás - utcanév-változtatás: MNyj. 32 (1995): 55–61
- Az első magyar nyelvatlasztervről. MNyj. XXXV 1998.(megjelenés alatt)
- Szatmári helynévtípusok és történeti rétegződésük. NÉ. 19. 1997. 26-30
- Szövegközlés a debreceni cívisnyelvből. MNyj. 36 (1999): 199–208

### Ismertetések
- Heves megye földrajzi nevei. II. A Füzesabonyi járás. MNyj. XXII. 1979. 153-157
- Ördög Ferenc: Személynévvizsgálatok Göcsej és Hetés területén. MNyj. XXII. 1979. 157-162
- A Csepel-sziget helynevei. MNyj. XXVI-XXVII. 1984-5. 253-255
- Dr. Bodnár Béla: Hódmezővásárhelynek és környékének földrajzi nevei. MNyj. XXVI-XXVII. 1984-5. 257-258
- A magyar hivatalos helységnévadás. Mező András könyve, HBN. 1982. XI. 20.
- Helységnevek. In: Kelet-Magyarország, 1982. XII. 11.
- A magyar nyelv rétegződése. MNyj. XXX. 1992. 166-173
- Várkonyi Imre: Büssüi tájszótár. MNyj. XXX. 1992. 162-166
- Új magyar tájszótár. Harmadik kötet. K–M.: MNyj. 34 (1997):  218–222 (WinWord)
- Kiss Lajos, Földrajzi neveink nyelvi fejlődése: MNyj. 34 (1997):  222–225 (WinWord)
- Balassa Iván: Szabó T. Attila (1906-1987). MNyj. XXXV. 1998.
- Győr-Moson-Sopron megye földrajzi nevei I. MNyj. 36 (1999): 153–9